# Dolichopeza (Nesopeza) compressior
Dolichopeza (Nesopeza) compressior is een tweevleugelige uit de familie langpootmuggen (Tipulidae). De soort komt voor in het Oriëntaals gebied.